# Ménadiol
Le ménadiol, ou vitamine K4, est une forme synthétique de vitamine K dérivée structurellement de la ménadione par réduction.